# 點斑鬚鰍
點斑鬚鰍（學名：Barbatula dgebuadzei）為輻鰭魚綱鯉形目條鰍科鬚鰍屬的其中一種。分布於蒙古淡水流域，為特有種，體長可達14.1公分，棲息在河川底層水域，生活習性不明。

## 扩展阅读
維基物種上的相關：點斑鬚鰍